# Abelardo Rodrigues
Abelardo Rodrigues (Recife, 28 de agosto de 1908 — Recife, 18 de dezembro de 1971) foi um colecionador, advogado, paisagista, poeta e pintor brasileiro. Natural de Pernambuco, notabilizou-se como um dos maiores colecionadores de arte sacra do país, acervo que atualmente encontra-se em dois museus: um no estado natal, outro na Bahia.

## Coleção
Rodrigues iniciou sua coleção de objetos sacros, percorrendo todo o país, especialmente no Nordeste. Este acervo, após sua morte, foi disputado pelos estados da Bahia – que o adquirira dos  herdeiros – e Pernambuco, no episódio então conhecido por “Guerra Santa”, com a vitória do primeiro. Estas peças integram o Museu Abelardo Rodrigues, em Salvador.
Em meados da década de 1950 Rodrigues conheceu os trabalhos do Mestre Vitalino, em Caruaru, formando um grande acervo das produções do artesão. Estas peças foram, posteriormente, doadas para o então chamado Museu de Arte Popular, hoje denominado Museu do Barro, na cidade pernambucana.

## Publicações
- "Cerâmica Popular do Nordeste" (em colaboração com Hermilo Borba Filho), Ministério da Educação e Cultura/Campanha de Defesa do Folclore Brasileiro, RJ, 1969.[3]

## Homenagens
Além do Museu baiano que leva seu nome, há em Recife uma Galeria de Arte batizada em sua homenagem.